# Épiméthée (lune)
Ne doit pas être confondu avec (1810) Épiméthée.
Pour les articles homonymes, voir Épiméthée (homonymie).
Épiméthée (S XI Epimetheus) est le cinquième satellite naturel de Saturne. Son nom vient d'Épiméthée, un Titan de la mythologie grecque, fils de Japet et frère d'Atlas et de Prométhée (tous les trois des noms d'autres lunes de Saturne).

## Découverte
Richard L. Walker a observé soit Épiméthée, soit Janus en 1966 ; Stephen M. Larson et John W. Fountain déterminèrent en octobre 1978 (Icarus, vol. 36 p. 92-106, Oct 1978) que ces observations et celles d'Audouin Dollfus (considéré comme le découvreur de Janus) portaient en fait sur deux lunes distinctes. La confirmation a été obtenue le 1er mars 1980 par Voyager 1 et l'équipe de Stephen M. Larson, John W. Fountain, Bradford A. Smith et Harold J. Reitsema (Icarus, vol. 47, p. 288, Aug 1981). Peu de temps auparavant, une série d'observations eurent lieu (désignations temporaires S/1980 S 3, 4, 5, 8, 11, 15, 16, 17 et 19), la première par Dale P. Cruikshank le 26 février 1980 (IAUC 3457). Toutes ces personnes partagent donc le titre de découvreur d'Épiméthée.

## Exploration
La sonde Cassini a effectué un survol rapproché d'Épiméthée à la fin de sa mission.

## Orbite

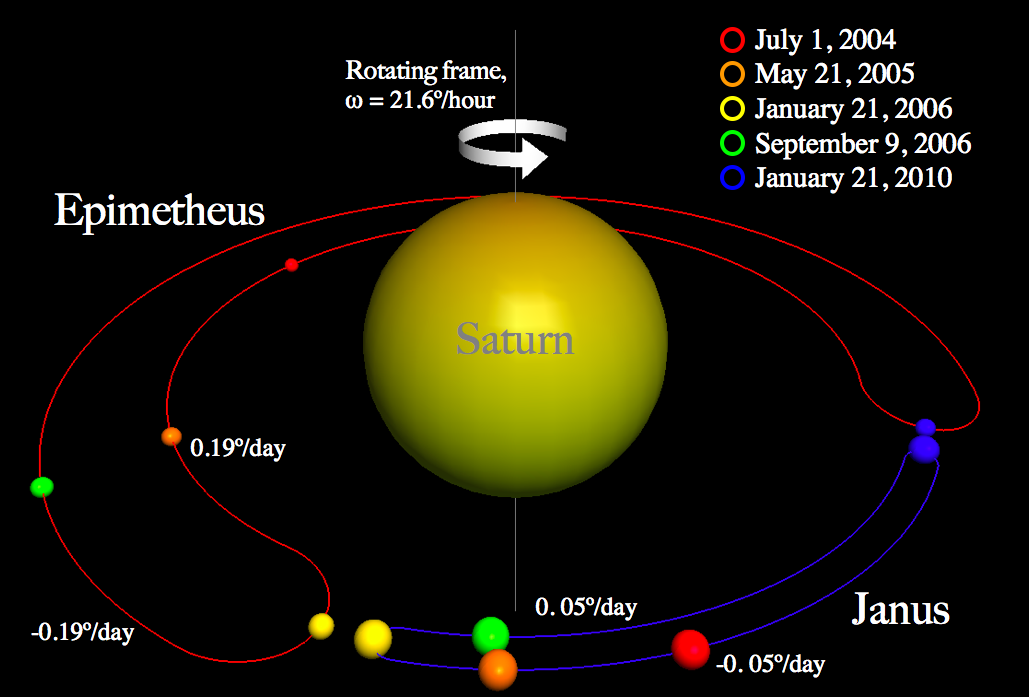
Orbites de Janus et Épiméthée en forme de fer à cheval

Épiméthée partage la même orbite que Janus, constituant ensemble des satellites co-orbitaux. Ils pourraient provenir d'un même objet qui se serait scindé en deux, mais cette séparation serait alors très ancienne.
Les orbites d'Épiméthée et de Janus ne sont distantes que d'environ 50 km et, vu leurs dimensions excédant les 100 km de large, ils ne pourraient passer l'un à côté de l'autre sans se heurter. De fait, ils ne s'approchent jamais à moins de 10 000 kilomètres : tous les quatre ans environ, ils se rapprochent l'un de l'autre et décalent leurs orbites : le plus intérieur devient le plus extérieur et inversement. Les derniers échanges ont eu lieu en 2006 et en 2010. Ils suivent chacun une orbite en fer à cheval : vu depuis chacun des deux, l'autre semble faire demi-tour et ne pas faire le tour de Saturne.
La lune intérieure rattrape la lune extérieure par derrière et son attraction gravitationnelle ralentit cette dernière qui « tombe » alors sur l'orbite intérieure, tandis que la lune intérieure est accélérée par l'attraction de la lune extérieure et « monte » donc sur l'orbite extérieure. Le rayon orbital indiqué ici était valide le 1er juillet 1981.

## Surface
La forme de ce satellite est irrégulière et sa surface présente des vallées et des sillons. On peut y apercevoir plusieurs cratères de plus de 30 kilomètres de large. On estime son âge à plusieurs milliards d'années.

## Anneau
La sonde Cassini a mis en évidence en 2006 la présence d'un très faible anneau de poussières au voisinage des orbites d'Épiméthée et de Janus, dont l’extension radiale serait de 5 000 km environ. Ces particules proviendraient des impacts de météores entrant en collision avec la surface des deux petits corps.

## Topologie

### Cratères
Tout comme Janus, les cratères d'Épiméthée font référence à la légende de Castor et Pollux.
| Cratères | Nommé d'après : |
| -------- | --------------- |
| Pollux   | Pollux          |
| Hilairea | Hilaire         |

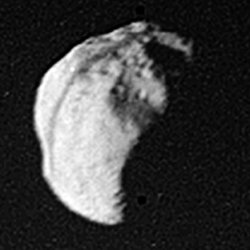
Épiméthée photographiée par Voyager 1 le 11 novembre 1980. On peut voir l'ombre de l'anneau F de Saturne à sa surface.